# Walerian Włodarczyk
Walerian Wiesław Włodarczyk (ur. 25 listopada 1931, zm. 5 września 1977) – polski esperantysta, filolog i dziennikarz. Autor publikacji, książek, podręczników i słowników.
Do jego książek należą m.in.:
- „Esperanto? Wypowiedzi wybitnych polskich intelektualistów. / Esperanto? : eldiroj de eminentaj polaj intelektuloj” (Warszawa 1964)
- „Mio mia”, wybór poezji (Wrocław 1965)